# Heinz Siekmann
Heinz Siekmann (* 19. Juni 1927 in Münster; † 25. Oktober 2006) war ein deutscher Politiker der CDU.

## Ausbildung und Beruf
Heinz Siekmann schloss 1946 das Realgymnasium mit dem Abitur ab. Er belegte ein Studium der Rechts- und Staatswissenschaften sowie ein Studium der Publizistik an den Universitäten Münster, Freiburg und Mainz. 1953 legte er die erste juristische Staatsprüfung ab. Danach arbeitete er als freier Journalist.

## Politik
Heinz Siekmann war seit 1954 Mitglied der CDU. 1959 wurde er Kreisvorstandsmitglied des CDU-Kreisverbandes Hamm. Vorstandsmitglied der Mittelstandsvereinigung der CDU in Westfalen-Lippe war er ab 1970. Ebenfalls ab 1970 wurde er Vorstandsmitglied des Landeskriegsopferausschusses der CDU Westfalen-Lippe. Mitglied des Rates der Stadt Hamm war Siekmann von 1956 bis 1975 und Mitglied der Landschaftsversammlung Westfalen-Lippe von 1969 bis 1970.
Weitere Mitgliedschaften: ab 1951 Mitglied des Rheinisch-Westfälischen Journalistenverbandes und ab 1968 Vorsitzender der Kreisverkehrswacht Hamm. 
Heinz Siekmann war vom 26. Juli 1970 bis 28. Mai 1980 direkt gewähltes Mitglied des 7. und 8. Landtages von Nordrhein-Westfalen für den Wahlkreis 117 Hamm.